# Aurora Seriate Calcio
Aurora Seriate Calcio byl italský fotbalový klub sídlící ve městě Seriate v Lombardii. Klub byl založen v roce 1967, ovšem několik dalších desetiletí hrával klub jenom nižší oblastní mistrovství. Až v roce 2008 se klubu povedl historický postup do Promozione (tehdy sedmá nejvyšší soutěž).
Hned následující sezónu se klubu povedlo postoupit o další stupeň nahoru, tentokráte do Eccellenzy. Největší úspěch v historii klub zaznamenal v sezóně 2010/11, kdy se mu povedlo postoupit do Serie D. V roce 2015 se klub sloučil s FC AlzanoCene do nově vytvořeného klubu Virtus Bergamo Alzano Seriate 1909.

## Umístění v jednotlivých sezonách
Legenda: Z - zápasy, V - výhry, R - remízy, P - porážky, VG - vstřelené góly, OG - obdržené góly, +/- - rozdíl skóre, B - body, červené podbarvení - sestup, zelené podbarvení - postup, světle fialové podbarvení - přesun do jiné soutěže
| Sezóny  | Liga                         | Úroveň | Z  | V  | R  | P  | VG | OG | B   | +/- | Pozice |
| ------- | ---------------------------- | ------ | -- | -- | -- | -- | -- | -- | --- | --- | ------ |
| 2008/09 | Promozione Lombardia – sk. C | 7      | 30 | 12 | 11 | 7  | 47 | 29 | +18 | 47  | 5.     |
| 2009/10 | Eccellenza Lombardia – sk. C | 6      | 34 | 18 | 8  | 8  | 60 | 32 | +28 | 62  | 2.     |
| 2010/11 | Eccellenza Lombardia – sk. C | 6      | 34 | 25 | 7  | 2  | 64 | 18 | +46 | 82  | 1.     |
| 2011/12 | Serie D – sk. B              | 5      | 38 | 12 | 13 | 13 | 44 | 45 | -1  | 49  | 13.    |
| 2012/13 | Serie D – sk. B              | 5      | 38 | 12 | 17 | 9  | 55 | 52 | +3  | 53  | 10.    |
| 2013/14 | Serie D – sk. B              | 5      | 34 | 12 | 10 | 12 | 35 | 39 | -4  | 46  | 10.    |
| 2014/15 | Serie D – sk. B              | 4      | 36 | 14 | 8  | 14 | 42 | 43 | -1  | 50  | 11.    |